# Platform (auto)
Het platform van een auto is een vaste set van basisonderdelen, zoals het chassis, de bodemplaat, de stuurinrichting, de wielophanging, de aandrijflijn, de voor- en achteras en de vering, die in dezelfde configuratie voor verschillende autotypes wordt gebruikt. Het wordt ook wel de architectuur van een auto genoemd.
Het ontwikkelen van een stabiel en uitgebalanceerd platform kost veel tijd en behoort daardoor tot de hoogste kosten van een ontwerp. Om die reden streven fabrikanten ernaar een platform vaker te kunnen gebruiken om zo de kosten van een ontwerp sneller te kunnen terugverdienen.

## Toepassing
In het verleden werd een platform gedeeld door autotypen van hetzelfde autoconcern. Bekend voorbeeld is het Chrysler K platform, dat de basis vormde voor een hele reeks Chryslers. Er zijn ook vreemde combinaties denkbaar. Zo wordt door Nissan eenzelfde platform gebruikt voor de Nissan 350Z sportwagen, de Infiniti M personenauto en de Infiniti FX SUV.
Tegenwoordig delen ook verschillende fabrikanten platforms. Een van de eerste platforms die door verschillende fabrikanten werden gedeeld, was dat van de Fiat Croma, Alfa Romeo 164, Lancia Thema en Saab 9000, dat voortkwam uit het Tipo Quattro-project. Nu wordt onder meer het platform van de Volkswagen Touareg, Porsche Cayenne en Audi Q7 door verschillende andere (wel tot hetzelfde concern behorende) fabrikanten gedeeld.
Auto's die op hetzelfde platform gebaseerd worden, kunnen ook op dezelfde productielijn worden gemaakt. Dat heeft meteen een sterk kostenverlagend effect. Bekend voorbeeld is de Smart ForFour die het platform deelt met de Mitsubishi Colt. Allebei werden bij NedCar in Born in Nederland gebouwd. Andere voorbeelden zijn de Peugeot 107, de Toyota Aygo en de Citroën C1, die alle drie in een gezamenlijke fabriek (TCPA) in Tsjechië worden gebouwd.
Bij een elektrische auto maakt veelal ook het accupakket deel uit van het platform, zoals bij de platforms van de Volkswagen-groep.
Het delen van platforms blijft niet beperkt tot personenauto's. Ook diverse types bestelauto's worden op hetzelfde platform gebouwd, al is dan meestal sprake van een vorm van badge-engineering: meestal wijken alleen de grille en het naamplaatje af.
Bekend voorbeeld hiervan is de Mercedes-Benz Sprinter en de Volkswagen Crafter.